# Дементьев, Георгий Петрович
Георгий Петрович Дементьев (1898—1969) — советский орнитолог, профессор, специалист в области охраны природы.

## Биография
Родился 23 июня (5 июля) 1898 года в Петергофе в семье военного врача.
Получил домашнее образование, в 1911 году поступил в 4-й класс гимназии, в возрасте тринадцати лет написал первую научную работу (посвященную соколам).
В 1915 году с золотой медалью окончил гимназию (к этому времени он овладел латынью, греческим, английским, немецким и французским языками) и поступил в Петербургский университет
В 1920 году переехал в Москву, работал юристом в Наркомате социального обеспечения и одновременно изучал коллекции Зоологического музея МГУ под наблюдением С. А. Бутурлина.
В 1931 году перешел на постоянную работу в МГУ имени М. В. Ломоносова (в 1931—1947 гг. работал хранителем орнитологических коллекций Зоологического музея МГУ).
В 1934 году был утвержден в звании профессора МГУ, с 1936 — доктор биологических наук.
После начала Великой Отечественной войны вместе с другие работниками МГУ был эвакуирован в Ашхабад.
В 1947 году стал профессором кафедры зоологии позвоночных, с 1956 года — заведующий межкафедральной орнитологической лабораторией МГУ.
Он был широко эрудированным человеком, превосходно знал историю, искусство и философию, свободно владел французским, немецким, английским, польским, итальянским и шведским языками, и пользовался ещё несколькими другими. Благодаря этому позднее, став уже авторитетным зоологом, получил приглашение из Парижской Сорбонны, где он, единственный из русских орнитологов, читал лекции о птицах пустыни на французском языке, который он знал в совершенстве.
Был действительным членом нескольких европейских академий, многих орнитологических обществ, международного общества охраны природы и т. д.
Умер 14 апреля 1969 года в одной из московских клиник. Похоронен на Востряковском кладбище.

## Охрана природы
Дементьев был создателем и руководителем Комиссии по охране природы Академии наук СССР (1951—1963), которая спустя много лет трансформировалась в современный ВНИИ охраны Природы. Он организовал Национальную секцию в Международном совете охраны птиц (ICBP), активизировал деятельность Секции орнитологии во Всероссийском обществе охраны природы (он возглавлял эту секцию ещё в предвоенные годы). Г. П. Дементьев был связываующем звеном со Всемирным фондом охраны дикой природы (WWF), созданным его другом английским орнитологом Питером Скоттом (1909—1989), и с Международным союзом охраны природы и природных ресурсов (IUCN).

## Отзывы современников
Георгий Петрович Дементьев сыграл заметную роль в развитии отечественной и мировой орнитологии. Почти все орнитологические нити из разных частей необъятного Советского Союза тянулись к нему. Он занимал соответствующее положение и в мировой орнитологии. А. Уэтмор, Э. Штреземанн и Г. Дементьев — три столпа мировой орнитологии в 40-60-е гг. Эти три выдающихся орнитолога хорошо знали друг друга и поддерживали постоянные контакты, несмотря на известные сложности политического характера
— «Биография». В. Д. Ильичев, Е. Н. Курочкин, А. К. Рустамов 

## Основные публикации
Полный список включает около 450 названий, включая столько фундаментальных монографий и справочников, а также основополагающие статьи по фауне и систематике птиц, о перспективах использования птиц в бионике, биоакустике, биолингвистике, управлении поведением птиц и по палеоорнитологии.
- «Полный определитель птиц СССР», т. 1—5, М. — Л., 1934—41 (совм. с С. А. Бутурлиным)
- «Птицы Советского Союза» (тт. 1—6, 1951—54; редактор и один из авторов)
- «Руководство по зоологии», т. 6, М. — Л., 1940
- «Сокола-кречеты» (1951)
- «Птицы Туркменистана» (1952)
- Дементьев Г. П., Рустамов А. К., Успенский С. М. В стуже и зное : (животное и ландшафт). — М. : Мысль, 1967. — 134 с.
- Дементьев Г. П. Николай Алексеевич Северцов, зоолог и путешественник (1827—1885). — Изд. 2-е, доп. — М. : Тип. Трудрезервиздата, 1948. — 72 с.
- Дементьев Г. П., Вучетич В. Н. Сезонное размещение и миграция чаек по данным кольцевания в СССР. — М. : Совет министров РСФСР, Глав. упр. по заповедникам, Центр. бюро кольцевания, 1947. — 32 с.
- Дементьев Г. П. Охота с ловчими птицами. — М.: ООО ПТП Эра, ИД Рученькиных. 2004. — 128 с.

## Награды
- Сталинская премия второй степени (1952) — за 1—3 тома научного труда «Птицы Советского Союза» (тт. 1—6, 1951—54; редактор и один из авторов)[3][4]
- орден Трудового Красного Знамени[3]
- медали[3]
- заслуженный деятель науки РСФСР[4] (1968)[3]
- Большая золотая медаль имени Жоффруа Сент-Илера[4] (Париж, 1959)[3]. Присуждена Французским обществом охраны природы и акклиматизации[фр.] (одновременно с ним такую же медаль получили известный французский актёр Жан Габен и американец Уолт Дисней).